# Viertandmos-associatie
De viertandmos-associatie (Leucobryo-Tetraphidetum) is een associatie uit het viertandmos-verbond (Tetraphidion).

## Fotogalerij

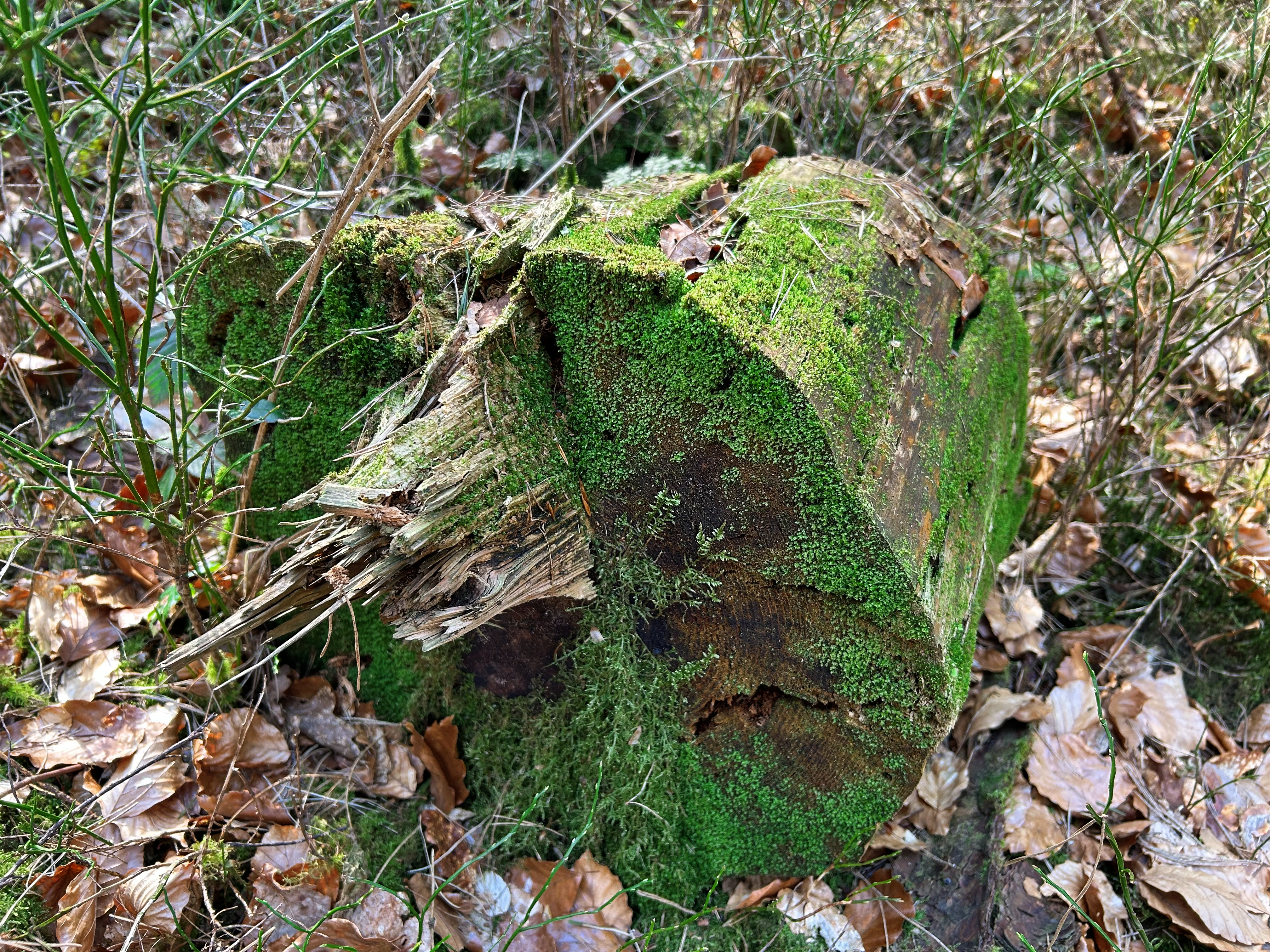
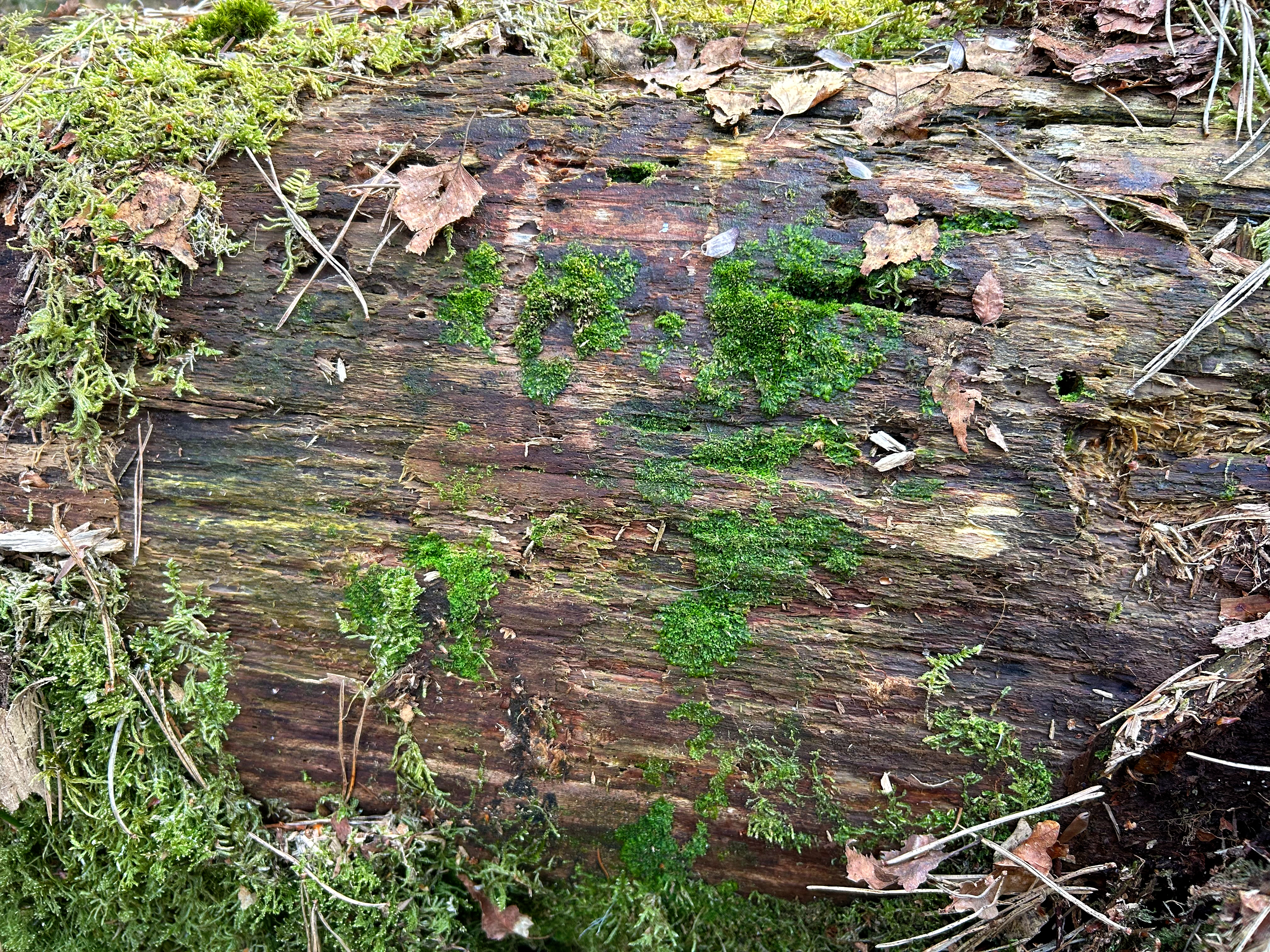
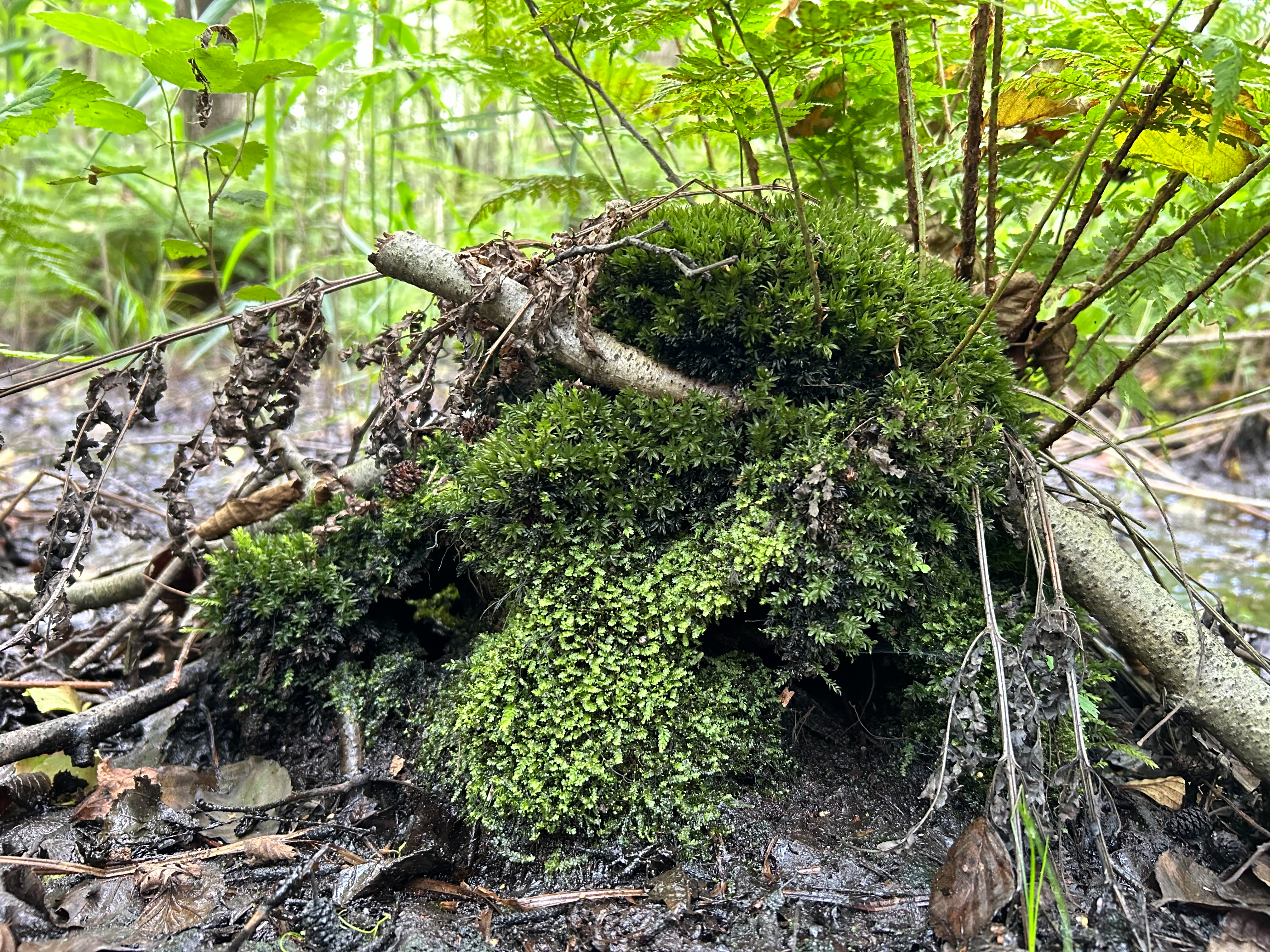
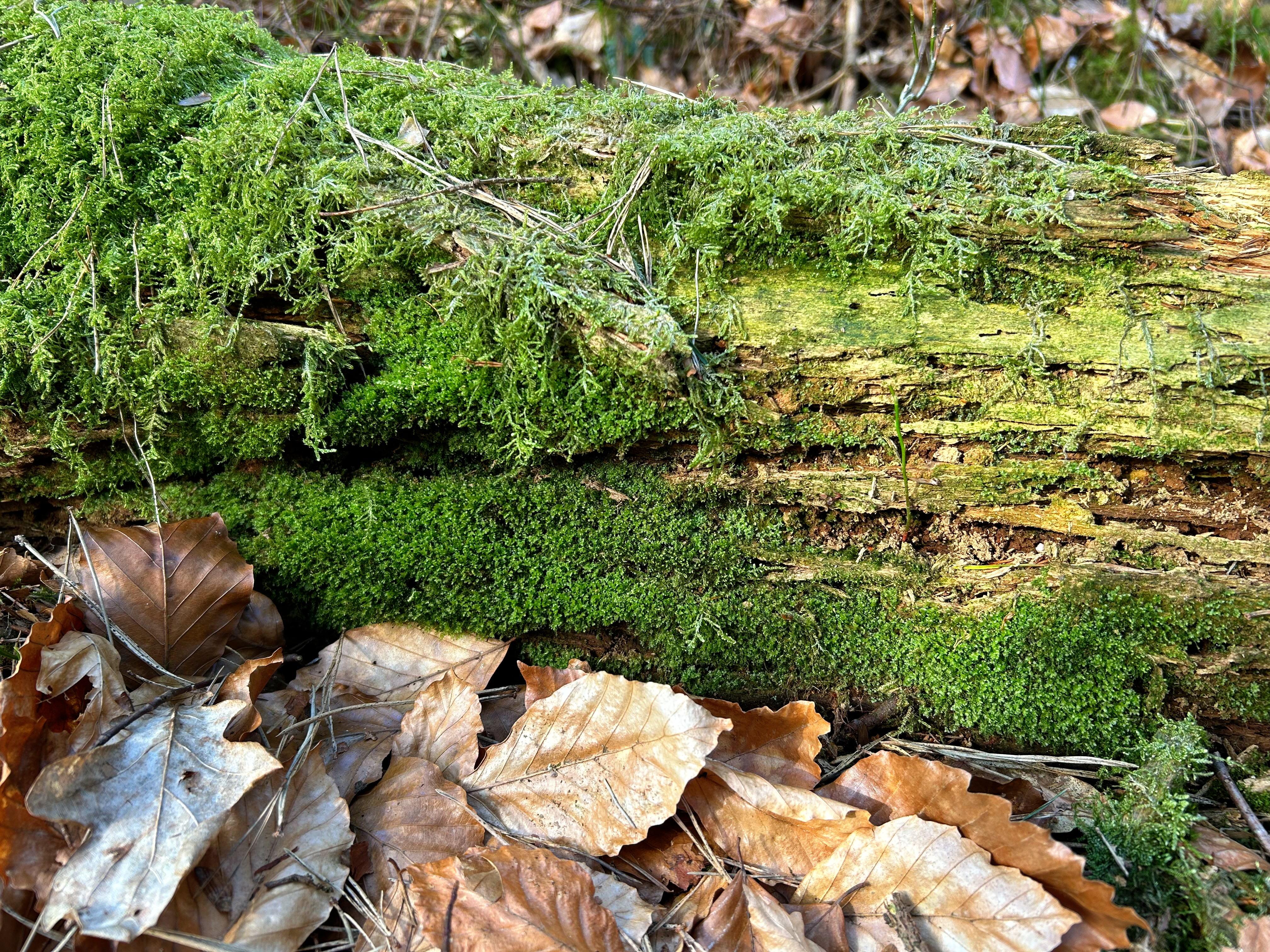

## Naamgeving en codering
| Leucobryeto-Tetraphidetum Barkm. 1958                               |
| Leucobryo glauci-Tetraphidetum pellucidae Barkm. 1958               |
| Tetraphidetum pellucidae Maurer 1961                                |
| Lepidozio reptantis-Tetraphidetum pellucidae Ježek & Vondráček 1962 |

- Syntaxoncode voor Nederland (rVvN): r57Bb02

De wetenschappelijke naam Leucobryo-Tetraphidetum is afgeleid van de botanische namen van twee diagnostische soorten van de associatie. Dit zijn kussentjesmos (Leucobryum glaucum) en viertandmos (Tetraphis pellucida).

## Ecologie
De viertandmos-associatie is een acidofiele gemeenschap die zich ontwikkelt op dood hout en soms ook op accumulerend strooisel onder pollen en horsten van forse kruidachtigen. Soms komt de associatie ook op boomvoeten voor.

## Subassociaties
Binnen de viertandmos-associatie worden in Nederland en Vlaanderen twee subassociaties onderscheiden.
- typische subassociatie (Leucobryo-Tetraphidetum typicum)
- subassociatie met krulbladmos (Leucobryo-Tetraphidetum nowellietosum)

## Vegetatiezonering
De viertandmos-associatie komt voor als afhankelijke gemeenschap binnen bosgemeenschappen van de klasse van eiken- en beukenbossen op voedselarme grond, de klasse van naaldbossen, de klasse van berkenbroekbossen en de klasse van elzenbroekbossen.